# Bacalao
Bacalao (ou Bachalaos, Bacalhaos, Baccalieu, Baccalar en espagnol, Bacalhau en portugais, c'est-à-dire « morue ») était une île fantôme, qui était représentée sur les cartes du  XVIe siècle dans la partie occidentale de l'océan Atlantique, sur la côte est de la Presqu'île d'Avalon, rattachée elle-même à l'île de Terre-Neuve. Il est fait mention de cette île sur la carte de Pedro Reinel, datée de 1504, puis très régulièrement au cours des  XVIe siècle et  XVIIe siècle.
Après son voyage de 1497, Jean Cabot note que « la mer y est remplie de poisson à un point qu’on les prend non seulement à l’aide d’un filet, mais aussi avec des paniers auxquels on attache une pierre pour les enfoncer dans l’eau ». On trouve une trace de ce voyage dans l’Hydrographie de Georges Fournier, en 1643 avec cette citation :

« Voire il semble qu’ils [les Basques, Normands et Bretons] aient été bien auparavant, car dans une lettre écrite par Sébastien Cabot à Henry VIII Roy d’Angleterre l’an 1497, ces terres ont été appelées du nom d’Îles de Bacaleos, comme d’un nom assez connu. »

Cette présence importante de morues explique l'attribution du toponyme, parfois attribuée à toute la côte, comme on peut le trouver sur une reproduction d'une carte de Jorge Reinel, ou plus tardivement sur certaines cartes de Jean Guérard, avec la mention de l'île et du « grand banc aux mollues »,
En 1472, le roi du Portugal a octroyé au navigateur João Vaz Corte-Real des terres aux Açores pour sa découverte de la Terra do Bacalhau. De plus, Bartolomé de Las Casas a écrit sur les voyages portugais pour découvrir la Tierra de los Bacallao. C'est ce qui a amené certains à penser que Corte-Real devait avoir atteint les Amériques quelques décennies avant Christophe Colomb.